# Eleanor medici
Eleanor medici là một loài bọ cánh cứng trong họ Cerambycidae.